# Cacau (Futsalspieler)
Cacau, bürgerlich Ricardo Cámara Sobral (* 16. September 1971 in der Gemeinde Ceará-Mirim im Bundesstaat Rio Grande do Norte), ist ein brasilianischer Futsaltrainer und ehemaliger Futsalspieler.
Als Spieler konnte Cacau Erfolge als nationaler Champion in Brasilien, Kasachstan und der Tschechischen Republik erzielen und lief zudem für die brasilianische Futsalnationalmannschaft auf. Seit 2013 trainiert Cacau den MFK Kairat Almaty sowie die kasachische Futsalnationalmannschaft. 
Im September 2016 kündigte Cacau an, sein Amt als Trainer der kasachischen Futsalnationalmannschaft niederzulegen, um sich auf seine Arbeit bei Kairat Almaty zu fokussieren. Im September 2017 kehrte er wieder in dieselbe Position zurück.

## Erfolge als Trainer
- UEFA-Futsal-Pokal: 2015
- Futsal-Weltpokal: 2014
- Dritter Platz bei der Futsal-Europameisterschaft 2016